# Río Pushma
El río Pushma (ruso: Пушма) es un río del óblast de Kírov en el norte de la Rusia europea. Pertenece a la cuenca hidrográfica del Dvina Septentrional, ya que el Yug, en el que desemboca es tributario de éste. Es navegable en su parte baja, siendo explotado por los barcos turísticos.

## Geografía
El río tiene una longitud de 171km, regando una cuenca de 2520 km². Su caudal ha sido medido a 30km de la desembocadura en 18m³/s. Se hiela entre enero y abril o mayo.